# Доказ кризи (Доктор Хаус)
Доказ кризи (англ. Recession Proof) — чотирнадцята серія сьомого сезону американського серіалу «Доктор Хаус». Вперше була показана на каналі FOX 28 лютого 2011 року.
Робітник надходить до лікарні після втрати свідомості, з висипом, викликаної впливом їдкої хімічної речовини на роботі. Займаючись лікуванням команда виявляє, що він бреше своїй дружині про те, що, як і раніше, робить кар'єру в колись прибутковій сфері нерухомості. Тим часом Кадді отримала нагороду і потребує підтримки Хауса на благодійній акції. Але його присутність під питанням, особливо коли на карті є життя пацієнта. Це ставить його перед вибором: професія чи особисте щастя. Крім того, Чейз і Мастерс навчаються один у одного налагодженню конструктивних відносин: особистих та професійних.

## Сюжет
Чоловік миє підлогу, здається, закривавлену. Він чує дзвінок телефону і розмовляє з дружиною, змушуючи її думати, що він на якійсь діловій зустрічі. Офіцер Сміт заходить перевірити його, і вони жартують. Чоловік йде з роботи, а потім ми бачимо його одягненого в ресторані з дружиною. Він пробує їжу, яка рухається на його тарілці, але коли він йде привітати дружину з ювілеєм, у нього починається задишка, і він помічає великий висип на руці. Його дружина каже персоналу викликати 911.
Хаус ухиляється від Кадді у вестибюлі, але Кадді бачить його та починає погоню. Вона ледь не втрачає його, поки не розуміє, що він ховався біля стіни в ліфті. Вона переслідує його, щоб змусити його приїхати на благодійний вечір, де вона отримає нагороду. Незважаючи на те, що він поводить себе так, ніби не збирається, він нарешті каже Кадді, що вже надіслав свою відповідь, і він просто жартує.
Форман і Тауб обговорюють, чому Тауб взяв краватку Формана. Хаус каже їм, що у пацієнта був анафілактичний шок, але всі його тести на алергію були негативними. Чейз каже, що пацієнт є забудовником і, можливо, підібрав щось у будинку, але Мастерс каже, що пацієнт, мабуть, бреше — його руки мозолясті та рвані, що вказує на те, що він багато ними працює. Хаус обіймає Мастерс і каже їй, як він пишається тим, що вважає пацієнта брехуном, але він розчарований, коли дізнається, що Мастерс не пояснила пацієнту що він бреше. Він каже Мастерс сказати про це йому, і посилає Чейз, щоб підтримати її.
Мастерс намагається вигнати дружину з кімнати, а коли чоловік дізнається, що це стосується його роботи, намагається позбутися її. Чейз каже, що вони хочуть поговорити про випорожнення, щоб змусити дружину вийти з палати. Пацієнт каже, що не може повідомити дружині про роботу. Мастерс ухиляється, але Чейз погоджується. Пацієнт каже, що його компанія з нерухомості розвалилася під час рецесії, а його дружина не знає. Тепер він прибирає будинки, які колись будував. Чейз каже Мастерс, що це не їхня справа, чому він бреше своїй дружині. Пацієнт виконує промислове прибирання, включаючи очищення місця злочину, ремонт септиків і видалення цвілі.
Вони усвідомлюють, що пацієнт має багато обставин для впливу на нього токсинів та інфекцій. Форман хоче зосередитися на його останній роботі, але Чейз сказав, що пацієнт надто добре прибрався — нічого не залишиться. Розтин з місця злочину буде доступний лише через тиждень. Хаус хоче зосередитися на старому офісі, оскільки пацієнт все ще проводить там час. Він призначає лікування інфекцій. Хаус намагається побачити, чи зможе він прискорити звіт про розтин. Мастерс і Чейз жартують про Формана і Тауба, яких називають «Берт і Ерні».
Вілсон знаходить Хауса, який краде їжу у пацієнтів, і запитує, чи справді він збирається на церемонію нагородження Кадді. Він починає робити ставки, що Хаус не з'явиться, але Хаус розуміє, що Кадді підштовхнула Вілсона до цього, щоб дати йому додатковий стимул піти. Хаус каже, що все одно йде, і дивується, чому Кадді та Вілсон вважають, що він нездатний зробити щось приємне. Вілсон каже, що вони знають це з досвіду.
Тауб і Форман перевіряють навколишнє середовище та перевіряють, чи зробив Тауб щось погане, переглянувши комірчину Формана. Форман знаходить залишки їжі та вікодін. Тауб знаходить кімнату, повну токсичних хімікатів для чищення.
Чейз і Мастерс кажуть пацієнту, що він, ймовірно, страждає від впливу борної кислоти. Раптом у хворого різко підвищується температура тіла. Мастерс вимагає щось, щоб його охолодити.
Пацієнта вдалося стабілізувати, але борної кислоти на ньому не знайшли. Протокол розтину жертви вбивства не показав жодних слідів заразної хвороби — це був просто ножовий удар. Хаус перевіряє вікодін і заявляє, що він справжній. Однак це не пояснює жодних симптомів. Форман вважає, що їм слід шукати простіше пояснення, і Хаус погоджується, оскільки від антибіотиків йому стало гірше. Він призначає люмбальну пункцію та збір детальнішого анамнезу, щоб з'ясувати, про що ще він бреше.
Мастерс і Чейз тиснуть на пацієнта. Він каже, що приймає вікодін, щоб приховати біль від роботи від дружини. Він також визнає, що втратив свої кредитні картки, свої інвестиції та має додаткову іпотеку на будинок. Чейз починає люмбальну пункцію і каже пацієнту, що коли зіткнувся з подібною проблемою, він сказав правду, але це не спрацювало.
Хаус запитує Вілсона про благодійну акцію. Вілсон каже Хаусу з'явитися і поводитися добре. Хаус хоче, щоб для неї було веселіше й захоплююче. Вілсон каже не псувати це заради неї.
Результати люмбальної пункції — нормальні. Форман і Тауб обговорюють свої плани на вечір. Коли Мастерс каже, що у неї немає планів, Чейз робить саркастичний коментар. Мастерс запитує, чому Чейз сердиться на неї за те, що вона вибрала його разом з нею. Він каже, що дідівщина не шкодить студентам-медикам, а вона каже, що це також не допомагає. Вона каже, що може помилятися щодо того, чи пацієнт бреше своїй дружині, але сперечається з Чейзом про те, що він не поважає жінок і має нову кожні кілька днів. Форман дійсно знаходить багато лімфоцитів у спинномозковій рідині, але це виключає їх діагноз. Усі вони отримують повідомлення на пейджер.
Хворий не може рухати ногами і не відчуває своїх стоп. Всі дивляться йому на ноги, а ті темніють від синюшності.
Їм вдалося відновити кровообіг до того, як його ноги були серйозно пошкоджені. Хаус запитує команду, чи збираються вони на церемонію нагородження Кадді. Чейз і Тауб піднімають руки, Мастерс і Форман ні. Форман вважає, що Хаус хоче, щоб вони всі пішли лише тому, що Хаус хоче, щоб свідки побачили, наскільки сильно він збирається зіпсувати церемонію. Потім Хаус шантажує непокірних членів команди, щоб вони прийшли, погрожуючи їм відвідати клініку у вихідні дні під час «місяця боротьби з герпесом». Форман і Мастерс негайно здалися. Хаус вирішує розпочати лікування пацієнта стероїдами.
Тауб розуміє, що Форман не одягнений у свою сорочку на перше побачення, тому його побачення, мабуть, скасували. Тауб щойно дізнався, що Рейчел зустрічається з чоловіком, з яким вона познайомилася онлайн. Форман хоче піти вечеряти, але Тауб пропонує приготувати. Вони закінчують грати у відеоігри, але Форман розуміє, що Тауб дозволяє йому перемогти. Тауб каже йому, що він повинен навчитися розслаблятися. Вони сваряться, але раптом у них обох виникає сильний біль у животі.
Тим часом пацієнт напав на свою дружину та закрився у ванній. У нього починаються галюцинації.
Висип у пацієнта зник, і Мастерс вважає, що це неврологічне захворювання, а Форман вважає, що це просто реакція на стероїди. Очевидно, що він ще не подолав харчове отруєння минулої ночі, і він вибігає з кімнати. Тауб незабаром слідує за ним. Хаус слідує за ними до вбиральні, щоб продовжити диференціальний діагноз. Найбільш ймовірним кандидатом є грибок. Мастерс усвідомлює, що фізіологічний розчин, використаний у попередніх тестах, знищив би грибок, і Хаус наказує повторно обробити їх формальдегідом. Він також замовляє протигрибкові препарати як для пацієнта, так і для його дружини.
Мастерс і Чейз сперечаються про те, чи брехня пацієнта про його роботу затримала діагноз. Дружина хоче знати, чому він єдиний, хто заражений. Чоловік просить поговорити з дружиною наодинці.
Вілсон із пацієнтом, коли він чує мексиканський гурт. Звук йде з офісу Хауса. Очевидно, що Хаус планує взяти їх на церемонію нагородження. Вілсон каже йому, якщо він спробує, то піде додому сам. Хаус знову запускає музику.
Хворий і його дружина сваряться. Мастерс каже, що це на краще, але Чейз каже, що це не так. Коли дружина виходить, вона засмучена тим, що її чоловік розповів лікарям раніше за неї. Вона каже, що покине його. Однак у пацієнта повернулася лихоманка, і він втратив слух.
Проби на грибок негативні. Чейз і Мастерс починають сперечатися про діагноз. Хаус погоджується з припущенням Тауба про пухлину мозку та призначає МРТ. Тауб каже Форману, що він виїде, тому що він воліє бути другом, ніж сусідом по кімнаті.
Вілсон і Кадді обговорюють церемонію нагородження. Кадді теж боїться, що Хаус збентежить її, хоча він і не збирається цього робити. Коли Вілсон каже, що Хаус, швидше за все, зробить щось дурне, наприклад найме гурт маріачі, Кадді на диво каже, що вона не заперечуватиме.
Хворий скаржиться, що зараз йому холодно. Питає про дружину. Мастерс хоче сказати йому, що вона не повернеться, але Чейз каже їй збрехати про це. Чейз каже Мастерсу, що важливо підтримувати настрій пацієнта. Мастерс каже, що не буде йому брехати. Раптом Чейз розуміє, що у пацієнта напад.
Пацієнт страждає на ниркову недостатність і перебуває в комі. Прогноз — ще три дні. Вони не можуть зробити йому трансплантацію, поки не поставлять діагноз. Мастерс не думає, що він навіть переживе операцію з трансплантації. Хаус зробити хіміотерапію та променеву терапію можливої пухлини. Він каже Мастерс отримати згоду дружини.
Чейз приходить подивитися. Мастерс запитує, чи подобається вона Чейзу. Вона зізнається, що відклала стосунки та дружбу, щоб мати час для навчання, думаючи, що пізніше буде більше часу. Однак вона розуміє, що втратила здатність спілкуватися з іншими людьми. Вона не думає, що коли-небудь зможе спілкуватися з пацієнтами. Приходить дружина, і Чейз каже їй бути чесною, але якщо є вибір між жорстокою правдою та надією, починати з надії.
Мастерс каже дружині, що пацієнт в комі і, ймовірно, має пухлину мозку. Дружина хвилюється за пацієнта, і Мастерс погоджується, що лікування може бути смертельним. Вона бреше дружині, що у пацієнта покращився слух і вона може до нього додзвонитися. Дружина підписує згоду. Чейз підбадьорливо киває.
Дружина повертається до ліжка хворого і просить вибачення за те, що вона сказала раніше. Вона каже йому, що кохає його. Вона також зізнається, що збиралася сказати йому, що вагітна. Однак Мастерс зазначає, що висип повернувся.
Хаус вважає, що вони, мабуть, зробили щось, щоб повернути висип. Хаус розуміє, що вдома та в кабінеті МРТ холодно. У пацієнта може бути синдром Макла-Уеллса, рідкісне генетичне захворювання. Це відповідає всім симптомам, і Хаус дивується, чому він не подумав про це раніше. Хаус замовляє лікування.
Однак, коли вони повертаються до палати пацієнта, в нього зупинка сердця. Мастерс починає серцево-легеневу реанімацію разом з Чейзом. Однак вони не можуть його стабілізувати. Чейз змышений зупинити Мастерс від спроби його оживити, коли стає очевидним, що вже занадто пізно.
Вілсон запитує Хауса, чи він у порядку. Хаус каже, що з ним все гаразд — він розкрив справу, хоча пацієнт помер, і він не в змозі врятувати всіх. Вілсон приходить, щоб вибачитися за те, що був таким суворим до Хауса. Хаус каже Вілсону, що він знає, що Кадді любить гурти маріачі. Вілсон каже Хаусу піти додому і переодягнутися для церемонії нагородження.
Форман каже Таубу, що йому не потрібно виїжджати. Форман розуміє, що він довгий час був самотнім, і що він був ослом. Тауб каже Форману, що він мав рацію щодо свого шлюбу.
Чейз зустрічає Мастерс, поки вони чекають на Тауба та Формана. Чейз скасував своє побачення. Форман з нетерпінням чекає гурту маріачі.
Однак Хаус пропустив церемонію нагородження і пішов у сусідній бар. Вілсон знаходить його там. Хаус зізнається, що засмучений через втрату пацієнта та деяких інших пацієнтів, яких він втратив відтоді, як почав зустрічатися з Кадді. Хаус каже, що любов і щастя відволікають його і роблять його гіршим лікарем. Вілсон нагадує Хаусу, що він уже знає, що заслуговує на щастя, але Хаус вважає, що це коштує життя. Вілсон каже, що Кадді засмучена і стурбована тим, що він не з'явився. Хаус каже, що він повинен сказати Кадді правду. Вілсон каже Хаусу, що він не може керувати автомобілем і що він не в стані говорити з Кадді. Натомість Хаус вирішує піти пішки.
Хаус з'являється біля дверей Кадді під дощем. Вона каже йому, що він облажався і що він п'яний. Він каже їй, що щасливий і закоханий у неї робить його поганим лікарем. Вона каже йому, що він занадто п'яний, щоб прийняти рішення. Він каже, що вона зробила його гіршим лікарем, а пацієнти помруть… і що вона того варта, і він обирає її над життями всіх пацієнтів. Він засинає, поклавши голову на її коліна.

## Остаточний діагноз в серії
Остаточний діагноз —Синдром Макла — Уеллса (пацієнт помирає)